# 河原田川
河原田川（かわらだがわ）は、石川県輪島市に位置する二級河川。

## 概要
河原田川は、石川県輪島市と穴水町の境にある木原岳（標高 277m）を源流として日本海に至る、流域面積約 128km2、幹川流路延長約19kmの二級河川。流域は、輪島市（輪島市に合併した門前町を含む）にまたがる。

## 主な支流
- 仁行川
- 鳳至川

## 災害史
- 1958年（昭和33年）7月 - 台風11号の接近及び前線の活発化による集中豪雨[2]。河原田川及び支川の鳳至川が氾濫。輪島市中心市街地で浸水被害が発生。
- 1959年（昭和34年）8月25日から26日 - 停滞前線の影響で奥能登一帯に豪雨[3]。河原田川及び支川の鳳至川が氾濫、輪島市中心市街地で浸水被害が発生。
- 1998年（平成10年）9月 - 集中豪雨により河原田川中流部や支川の仁行川で浸水被害が発生。
- 2024年（令和6年）
  - 1月1日 - 能登半島地震により、流域で天然ダムが発生など（後述）。
  - 9月21日 - 能登半島豪雨により氾濫。輪島市役所の周囲などが冠水[4]。

### 令和6年能登半島地震
輪島市熊野町地内（石川県道1号七尾輪島線熊野トンネル付近）などで河川に面した斜面が崩落。大量の土砂が河道を閉塞させて天然ダムが形成され、ダム上流側の民家などが水没する被害が発生した。
また、地震後、輪島市街地左岸の住宅密集地では大規模な火災が発生したが、前述の天然ダム形成に伴う流量の減少、もしくは津波の引き潮や海岸付近の隆起の影響で河原田川の水位が低下したため、消火用水の取水が困難となり、延焼区域が拡大する一因となった。